# Orroli
Orroli (Arrolli in sardo) è un comune italiano di 1 916 abitanti della provincia Sud Sardegna, situato nella subregione storica del Sarcidano.
Il territorio di Orroli ospita uno tra i più importanti nuraghi della Sardegna, il nuraghe Arrubiu (il più grande e complesso nuraghe della Sardegna e tra i maggiori monumenti protostorici di tutto l'occidente europeo), una delle due dighe del Flumendosa e la diga del Mulargia, che formano altrettanti laghi artificiali.

## Storia

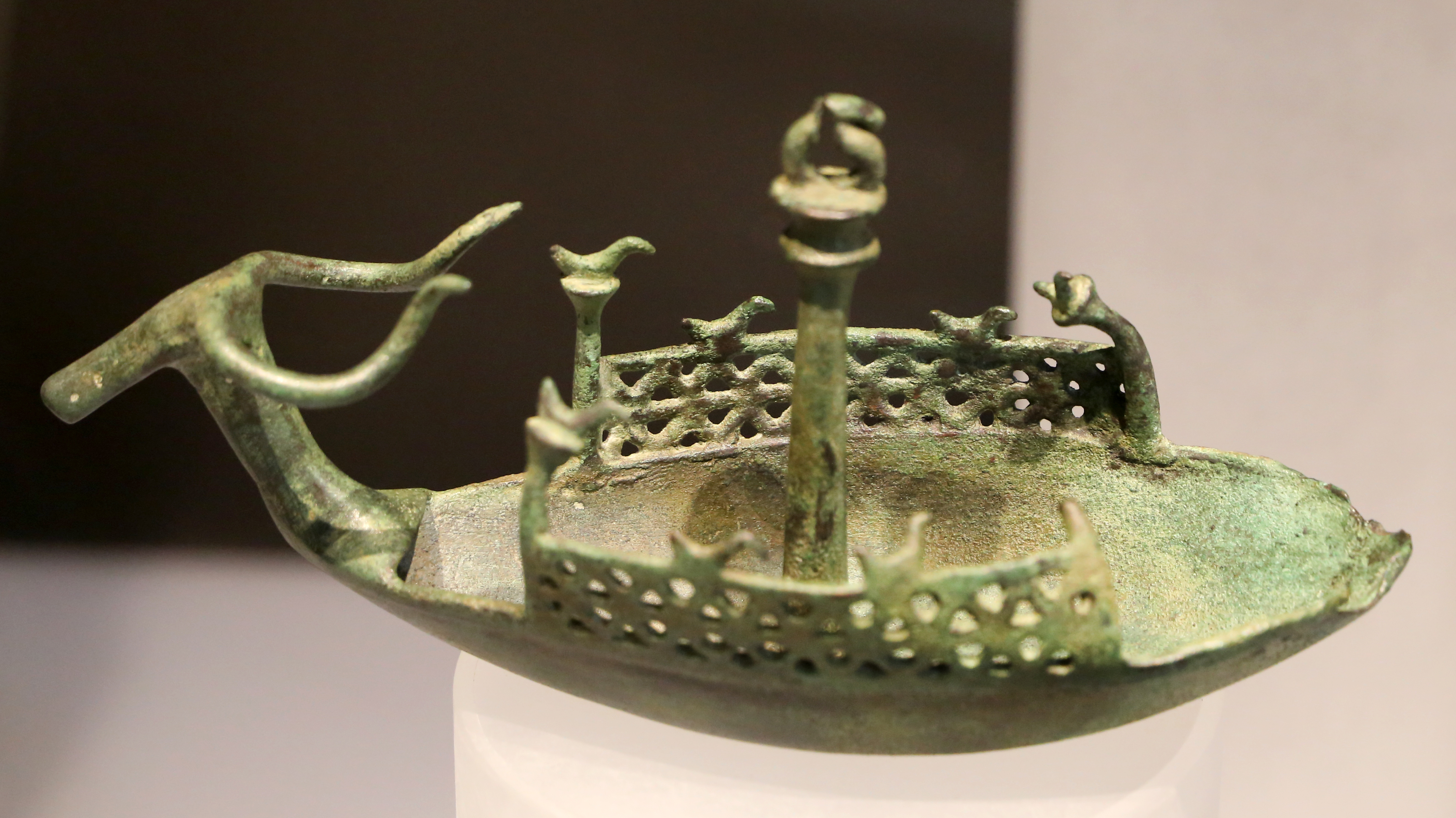
Navicella nuragica in bronzo da Orroli

L'area fu abitata già in epoca nuragica, per la presenza nel territorio di diversi nuraghi. Intorno al VI secolo a.C. subì la dominazione cartaginese (punica) e poi romana, delle quali si trovano tracce nel territorio.
Nel Medioevo il paese appartenne al Giudicato di Cagliari e fece parte della curatoria di Siurgus. Alla caduta del giudicato (1258) passò sotto il dominio pisano e dal 1324 sotto quello aragonese. Quando gli aragonesi convocarono a Cagliari il primo parlamento sardo nel 1355, Orroli vi inviò i suoi rappresentanti; la villa andò poi via via decadendo. Gli aragonesi nel 1604 incorporarono il paese nel ducato di Mandas, feudo dei Maza. In epoca sabauda la signoria passò ai Tellez-Giron d'Alcantara, ai quali fu riscattato nel 1839 con la soppressione del sistema feudale.
Nel territorio di Orroli sorgeva un'altra villa, Mulargia, che fu feudo prima dei Pimentel e poi dei Tellez-Giron.
Ai sensi della Legge Regionale n. 9 del 12 luglio 2001, che ha previsto l'istituzione delle nuove province sarde, il comune di Orroli, che era in provincia di Nuoro, avrebbe dovuto essere aggregato alla neonata provincia del Medio Campidano; con successiva Legge Regionale n. 10 del 13 ottobre 2003 si stabilì invece che passasse a quella di Cagliari, di cui fece parte fino alla successiva riforma del 2016.

### Simboli
Lo stemma e il gonfalone del comune di Orroli sono stati concessi con decreto del presidente della Repubblica del 21 gennaio 2009.
Il gonfalone è un drappo troncato di rosso e di bianco.

## Monumenti e luoghi d'interesse

### Architetture civili
Nel centro abitato sono presenti numerose abitazioni storiche padronali ben conservate anche a seguito di recenti ristrutturazioni. Tra le altre, si ricorda: 
- "Omu Axiu", abitazione padronale della famiglia Vargiu con tipico cortile a corte attualmente adibita a museo etnografico-ristorante-albergo sulla via Roma
- "Casa Carrus" e "Casa Sirigu", acquisite dal Comune e adibite a laboratori artigianali sulla via d'Arborea e sulla via Nuraghe,
- la padronale "Casa Schirru", residenza privata sulla via Roma, ad oggi
- l'ottocentesca villa della famiglia Anedda, Stabile sulla via d'Arborea la cui configurazione attuale a seguito di ampliamenti e modifiche strutturali risale ai primi del Novecento, residenza privata il cui stile mostra affinità con il neogotico diffuso nelle abitazioni signorili e nelle ville costruite tra XIX e XX secolo: tra gli elementi caratterizzanti si ricorda il rivestimento decorativo in cotto a vista nella cornice delle finestre del piano terreno e nella ghiera dell'arco a sesto acuto della monofora centrale al primo piano e la lunga scalinata in pietra per l'accesso al giardino sopraelevato antistante l'abitazione
- la padronale "Casa Vargiu", acquisita dal Comune e adibita a museo sul Nuraghe Arrubiu, ubicata nella via Roma nei pressi della Chiesa parrocchiale
- l'elegante palazzina della famiglia Demuro nei pressi della chiesa di San Vincenzo Ferrer
- il caratteristico "S'Arcu S'Impiccu", sul largo Boi, utilizzato nel passato per le pubbliche esecuzioni, attualmente portale d'ingresso di un'abitazione privata

### Architetture religiose
- Chiesa parrocchiale di San Vincenzo Martire: l'attuale chiesa parrocchiale dedicata a san Vincenzo Martire (patrono di Orroli) e Sant'Anastasia conserva in buona parte i caratteri architettonici gotico-aragonesi del Cinquecento (per la precisione 1582 come da iscrizione sul capitello destro dell'arcone gotico) anche se realizzata su preesistenti strutture cultuali databili al XII secolo. Sempre del Cinquecento è l'imponente torre campanaria a canna quadrata, realizzata in porfido rosso e dotata di monofore a sesto acuto ornate da archetti pensili. La facciata, che si configura con terminale piano su cui poggia un'interrotta teoria di merli lanceolati, è tipizzata dal bel portale impreziosito da fregi di gusto moresco. Anticamente, nel sagrato della chiesa c'era un cimitero e un ossario. La chiesa ospita al suo interno una bellissima esposizione di paramenti sacri.
- Chiesa di San Vincenzo Ferreri: al santo spagnolo è dedicata la chiesa in stile aragonese-rustico che nasce nel 1704 per volontà del teologo Salvatore Pisano. La chiesa di San Vincenzo Ferreri, per titolo di fondazione, possedeva il diritto di Patronato e lo “jus sepeliendi”, cioè il diritto di sepoltura, per cui all'interno della chiesa potevano costruirsi le tombe per i soli discendenti e ascendenti della famiglia del fondatore. La facciata presenta un portale con antichi fregi oramai deteriorati e falsa lunetta lavorata a modanature. Nella parte alta del prospetto frontale, unico elemento ornamentale è un rosone a sguanci inserito in un semplice fastigio ricurvo alle cui estremità sono posti due monoliti sferici sormontati da cuspide. Un interessante campanile a vela biluce, con monofore a sesto acuto e linea superiore definita da una cornice modanata, è posizionato su un'opera muraria affiancata al lato destro dell'edificio. Nel sagrato è stata individuata un'area cimiteriale e un ossario.
- Chiesa di Santa Caterina: Chiesa rurale a 2 km dal paese, edificata nel Cinquecento è di stile gotico-catalano attardato nutrito di elementi vernacolari. Esterno è in pietra a vista, facciata essenziale con un portale centrale sormontato da un piccolo rosone, abside cupolato, monofore con arco a tutto sesto lungo i fianchi. La prima domenica di giugno arriva al culmine la sagra campestre di Santa Caterina D'Alessandria: nei tre giorni della festa si canta, si balla e si dorme sui carri e nei loggiati.
- Chiesa di San Nicola: un altro importante esempio della frequentazione umana nel passato del territorio orrolese è dato dalla chiesa di San Nicola. Situata nella periferia del rione più antico del paese, al centro di una vasta area ricchissima di emergenze archeologiche, delle quali allo stato attuale è visibile solo il nuraghe omonimo, parzialmente interrato e inglobato nell'antico tessuto urbano. La tradizione vuole che la chiesa sia stata la prima chiesa parrocchiale di Orroli, mantiene questo ruolo fino al Cinquecento quando con l'aumento demografico e l'espansione dell'abitato non è più in grado di assolvere alle sue funzioni. A questo periodo infatti risale la costruzione dell'attuale parrocchiale S. Vincenzo Martire. Nel XVI secolo la chiesa con una ristrutturazione viene modificata in alcune parti essenziali per assumere l'aspetto finale: la facciata, sormontata da un campaniletto, dotata di tre ingressi, è caratterizzata da un ampio protiro. All'intero, la chiesa si articola in tre navate abbastanza ampie, dotate di copertura lignea a capriate e delimitate da arconi a tutto sesto; il presbiterio, leggermente rialzato rispetto al piano delle navate, ha un altare semplice impreziosito dalla presenza dei simulacri di due leoni di pregevole fattura, poste alla base dello stesso. Nel corso degli ultimi interventi di restauro lo smantellamento della pavimentazione ha permesso l'individuazione di strutture preesistenti: un edificio di epoca altomedioevale realizzato su costruzione murarie del periodo nuragico, per poi arrivare all'individuazione del perimetro di un primo tempio cristiano del VI secolo da cui con successivi ampliamenti è derivata la struttura attuale.

### Siti archeologici

#### Il nuraghe Arrubiu

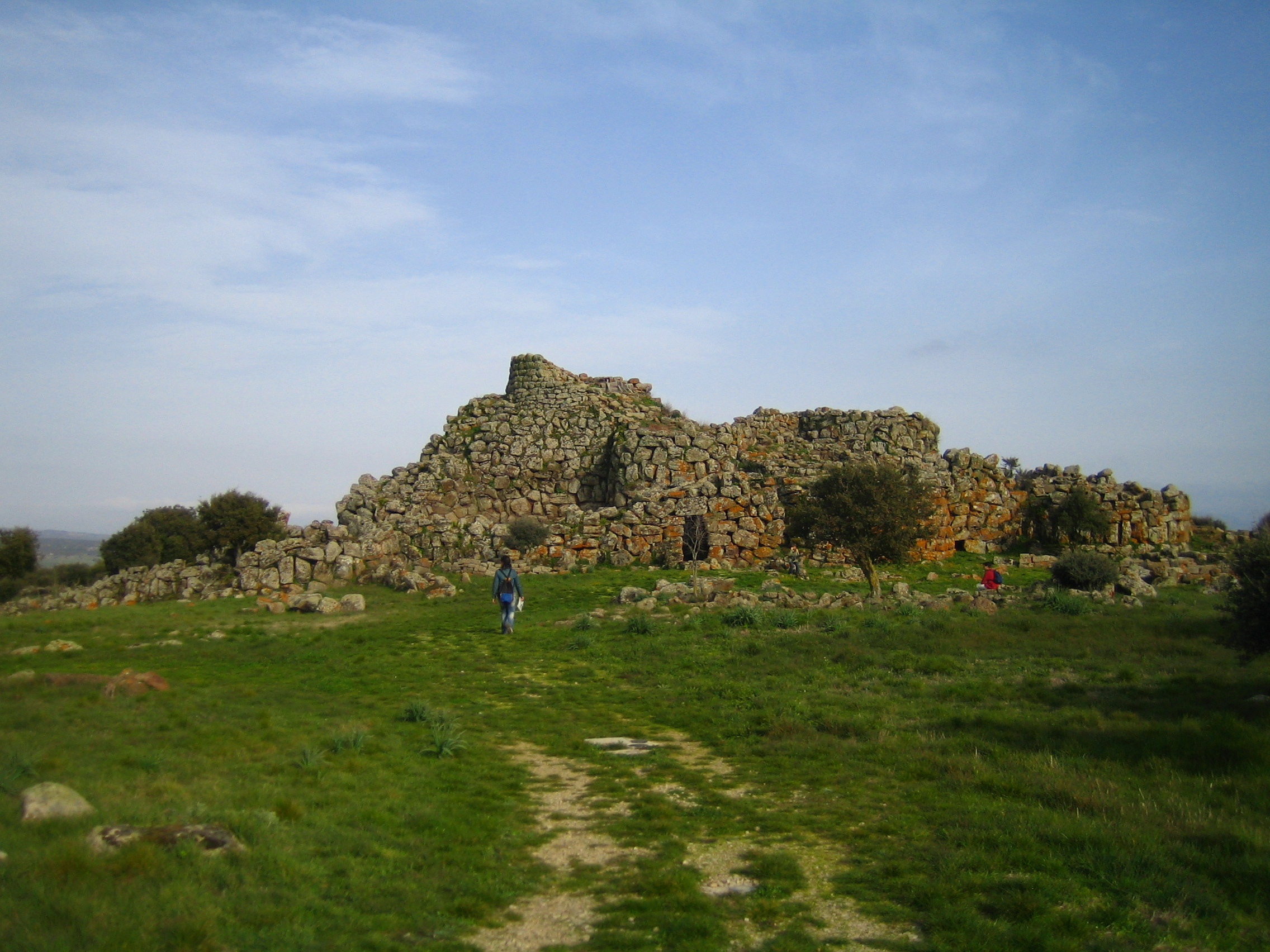
Nuraghe Arrubiu

Il Nuraghe Arrubiu, una delle più importanti testimonianze della protostoria sarda, è l'unico esempio noto di nuraghe pentalobato, originariamente sormontato da una torre alta circa 30 metri.
"Il gigante rosso": con questo appellativo si rende onore a uno dei monumenti megalitici più grandi della Sardegna protostorica. L'Arrubiu spicca sull'altopiano di "Su Pranu" e racchiude un bastione pentalobato risalente al XIV secolo a.C. Esternamente è circondato da un antemurale dotato di 12 torri e ricopre, nel suo insieme, una superficie di 10000 m². Il sito è stato oggetto di campagne di scavo solo a partire dagli anni Settanta del Novecento. I primi studi sul sito archeologico risalgono ai primi decenni del XX secolo, ad opera di Vittorio Anedda, considerato il primo cultore e scopritore del "Gigante Rosso".

### Aree naturali

#### Il parco su Motti
Situato sopra il centro abitato, il parco comunale Su Motti, racchiuso da un naturale anfiteatro basaltico, è ricco di rovereti e caratterizzato da massi erratici nei quali sono scavate delle domus de janas.
Ricoperto in prevalenza da lecci e roverelle, molte delle quali secolari, il territorio del parco è caratterizzato da grossi massi erratici di basalto compatto e poroso di scontata natura vulcanica. Il parco si sviluppa lungo un pendio nel quale si succedono avvallamenti ai quali fa da cornice una lussureggiante vegetazione.
Dall'alto del monte "Pizziogu" partono lunghi strapiombi rocciosi di intenso color ruggine che, precipitando a valle contribuiscono a rendere suggestivo il paesaggio circostante. Dall'alto dello stesso monte, e dal belvedere lungo il quale si sviluppa il percorso ambientale, è possibile ammirare tutto il territorio del parco.
Dagli stessi punti su può spaziare con lo sguardo verso il lago Mulargia, e si arriva sino alle catene montuose dei "Sette Fratelli" nel cuore del Sarrabus, del Linas Manganai nel Guspinese e finanche i monti del Gennargentu.
Le particolari caratteristiche morfologiche del territorio fanno sì che il parco "Su Motti" si presti a escursioni non eccessivamente impegnative, per chiunque voglia inoltrarvisi, utilizzando dei sentieri. Il parco offre al visitatore attento la possibilità di osservare oltre alle numerose testimonianze storico archeologiche, anche interessanti presenze del mondo vegetale e animale. Il microclima umido favorisce lo sviluppo di una rigogliosa vegetazione e, a volte selvaggia e impenetrabile, soprattutto nelle zone più ripide del parco.
Lecci e roverelle prevalgono sulle altre specie tipiche della flora mediterranea che qui risulta particolarmente ricca per la presenza di fillirea, corbezzolo, olivastro e lentischio. Il pungitopo, con le bacche rosso-vivo, l'asfodelo con le sue abbondanti
fioriture primaverili, la ferula con i tipici fiori gialli a forma di ombrello conferiscono al territorio un aspetto particolarmente variopinto. Le pareti rocciose basaltiche, tipiche del parco, specialmente nel tratto su Crast'e Abori sono, così come i grandi massi, ricoperti da licheni e da vistosi tappeti rossi di Sedum coeruleum.
I prati ospitano orchidee, pratoline, ranuncoli e, nei tratti meno soleggiati i ciclamini.
Anche la fauna si presenta altrettanto interessante e vasta. Vivono nel parco in numero considerevole cinghiali, volpi, lepri, conigli, donnola, riccio e gatto selvatico.
Tra i volatili possiamo annoverare colombacci, pernici, quaglie, merli, tordi, pettirossi e picchi (tra i quali il rarissimo picchio rosso) e il corvo reale.
A rappresentare i rapaci diurni troviamo il falco pellegrino e la poiana, mentre il barbagianni e la civetta dominano incontrastati nelle ore notturne.
Nel parco sono presenti due monumenti nuragici: il nuraghe "Is Allonis" e il nuraghe "Su Motti". Il primo, costruito su un pianoro sovrastato da una imponente e suggestiva parete rocciosa chiamata "Sa Corona Arrubia" è inserito in un ambientale caratterizzato prevalentemente dalla macchia mediterranea, risulta in buona parte interessato da crolli. L'ampiezza di questi ultimi fanno pensare a una costruzione ciclopica, più specificamente a un monumento polilobato.
Nuraghe Su Motti 	
Del nuraghe si legge appena il perimetro esterno e interno di una torre di pianta circolare e alcuni tratti di cortile. Il nuraghe è circondato da molteplici tombe neolitiche.
Il nuraghe "Su Motti" è l'unico del territorio realizzato con pianta a corridoio unita a un cortile, il tutto protetto da un antemurale. Ai suoi piedi si sviluppa un piccolo villaggio pre-nuragico. Una rigogliosa vegetazione, in prevalenza roverella e leccio, e una particolare morfologia del territorio, caratterizzata dalla presenza di suggestivi massi basaltici e tombe neolitiche fanno da cornice al nuraghe.

#### Laghi

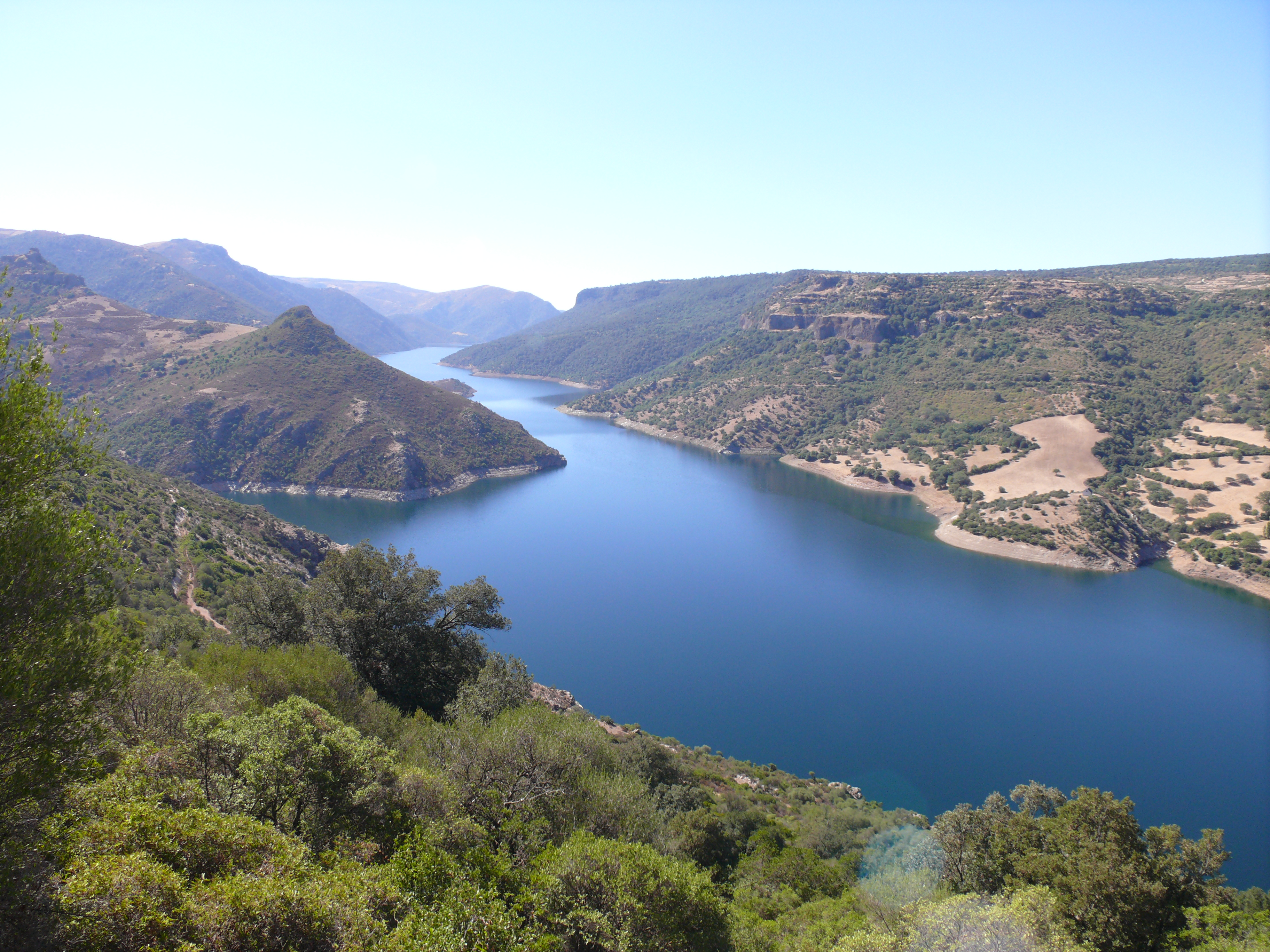
Lago basso del Flumendosa

Le profonde gole in cui scorreva il fiume Flumendosa sono oggi in gran parte sommerse dall'omonimo lago artificiale, mentre nel lato opposto del territorio, grandi porzioni di superfici pianeggianti sono ricoperte dall'invaso artificiale del lago Mulargia.

## Società

### Evoluzione demografica
Abitanti censiti

### Lingue e dialetti
La variante di sardo parlata a Orroli è il campidanese occidentale.

## Infrastrutture e trasporti

### Ferrovie
L'abitato è attraversato nella sua parte occidentale dalla ferrovia Mandas-Arbatax dell'ARST, attiva dal 1997 per soli impieghi turistici. La stazione di Orroli è quindi utilizzata esclusivamente nell'ambito dei viaggi del Trenino Verde, effettuati su base quasi giornaliera d'estate e a calendario nei mesi immediatamente precedenti e successivi.

## Amministrazione
| Periodo         | Periodo         | Primo cittadino          | Partito                                                | Carica                  | Note |
| --------------- | --------------- | ------------------------ | ------------------------------------------------------ | ----------------------- | ---- |
| XVIII secolo    | XVIII secolo    | Salvatore Angelo Aresu   |                                                        | Sindaco                 |      |
| XIX secolo      | XIX secolo      | Efisio Demuro            |                                                        | Sindaco                 |      |
| XIX secolo      | XIX secolo      | Giovanni Sirigu Demuro   |                                                        | Sindaco                 |      |
| XIX secolo      | XIX secolo      | Giovanni Satta           |                                                        | Sindaco                 |      |
| XIX secolo      | XIX secolo      | Pietro Orrù              |                                                        | Sindaco                 |      |
| XIX secolo      | XIX secolo      | Nicolò Caria             |                                                        | Sindaco                 |      |
| 1870            | 1871            | Efisio Demuro            |                                                        | Sindaco                 |      |
| 1872            | 1875            | Emanuele Sirigu Demuro   |                                                        | Sindaco                 |      |
| 1876            | 1877            | Giovanni Sirigu Sulis    |                                                        | Sindaco                 |      |
| 1878            | 1891            | Gavino Pala Gessa        |                                                        | Sindaco                 |      |
| 1897            | 1902            | Gavino Pala Gessa        |                                                        | Sindaco                 |      |
| 1902            | 1905            | Giovanni Sirigu Sulis    |                                                        | Sindaco                 |      |
| 1906            | 1910            | Antonio Orgiana Aresu    |                                                        | Sindaco                 |      |
| 1911            | 1922            | Beniamino Lobina         |                                                        | Sindaco                 |      |
| 1931            | 1932            | Francesco Orgiana Anedda |                                                        | Commissario Prefettizio |      |
| 1932            | 1933            | Beniamino Lobina         |                                                        | Podestà                 |      |
| 1934            | 1941            | Giuseppe Cardia Sequi    |                                                        | Podestà                 |      |
| 1942            | 1944            | Agostino Vargiu          |                                                        | Podestà                 |      |
| 1944            | 1944            | Mario Zunino             |                                                        | Commissario Prefettizio |      |
| 1945            | 1945            | Giovanni Orrù Pili       |                                                        | Sindaco                 |      |
| 1946            | 1949            | Agostino Onano           |                                                        | Sindaco                 |      |
| 1950            | 1951            | Vittorio Anedda Caria    |                                                        | Commissario Prefettizio |      |
| 1952            | 1952            | Giovanni Orrù Pili       |                                                        | Sindaco                 |      |
| 1952            | 1952            | Vittorio Anedda Caria    |                                                        | Commissario Prefettizio |      |
| 1953            | 1955            | Giovanni Orrù Pili       |                                                        | Sindaco                 |      |
| 1956            | 1964            | Silvio Sirigu            |                                                        | Sindaco                 |      |
| 1964            | 1970            | Benigno Orrù             |                                                        | Sindaco                 |      |
| 1970            | 1975            | Silvio Sirigu            |                                                        | Sindaco                 |      |
| 1975            | 1979            | Silvio Sirigu            |                                                        | Sindaco                 |      |
| 1979            | 1980            | Vittorio Aresu           |                                                        | Sindaco                 |      |
| 1980            | 1985            | Silvio Sirigu            |                                                        | Sindaco                 |      |
| 1985            | 1990            | Francesco Schirru        |                                                        | Sindaco                 |      |
| 1990            | 1995            | Silvio Sirigu            |                                                        | Sindaco                 |      |
| 23 aprile 1995  | 16 aprile 2000  | Marco Pisano             | lista civica centro sinistra "Solidarietà e Progresso" | Sindaco                 |      |
| 16 aprile 2000  | 8 maggio 2005   | Marco Pisano             | lista civica centro sinistra "Solidarietà e Progresso" | Sindaco                 |      |
| 8 maggio 2005   | 30 maggio 2010  | Antonio Orgiana          | lista civica "Volontari per Orroli"                    | Sindaco                 |      |
| 30 maggio 2010  | 31 maggio 2015  | Antonio Orgiana          | lista civica "Volontari per Orroli"                    | Sindaco                 |      |
| 31 maggio 2015  | 26 ottobre 2020 | Antonio Orgiana          | lista civica "La forza della continuità"               | Sindaco                 |      |
| 26 ottobre 2020 | in corso        | Alessandro Boi           | lista civica "Scriviamo il futuro per Orroli"          | Sindaco                 |      |

## Sport
- Corrorroli Memorial "Mariano Leoni Corre". Manifestazione internazionale di corsa su strada.
- Canottaggio: il campo di canotaggio sul lago Mulargia si presta a qualsiasi sport acquatico sia per l'ampiezza dello specchio d'acqua (superiore ai 2 km) sia per l'assenza di correnti che increspano l'acqua (essendo protetto dai venti), oltreché per la limpidezza dell'acqua. Il 12 giugno 2005, il lago ha ospitato la Regata Regionale di Canottaggio della Coppa Montù, una delle tre regate valide per la qualificazione al Campionato Nazionale.
- A luglio, nel campo sportivo di Orroli, si disputa il tradizionale Torneo di Calcio Giovanile Internazionale, con la partecipazione della squadra giovanile locale.
- Ad agosto, nel campo sportivo di Orroli, dal 2012 si disputa il Torneo dei Vicinati, manifestazione a cui tutti gli orrolesi (o persone in qualsiasi modo legate a Orroli) possono liberamente partecipare. Le persone iscritte vengono assegnate ai rispettivi Vicinati: Sa Serra (verdi), I Sceas (arancioni), Bangiu (blu), Su Stradoneddu (gialli), San Nicola (rossi) e Is Axrollas (viola). Questi vicinati si fronteggiano in diverse gare e sport, fra cui calcio, dama, ping-pong, pallavolo, giochi di carte e talent show. Al termine del torneo, che in genere dura una settimana, i punti ottenuti dalla vittoria delle gare vengono sommati. Il vicinato che ha più punti vince.